# A bostoni Oresztész festője
A bostoni Oresztész festője az i. e. 4. század második harmadában Dél-Itáliában, Paestumban, vörösalakos technikával alkotó görög vázafestő volt. Pontos születési és halálozási dátuma nem ismert, és mivel nem szignálta alkotásait neve sem maradt ránk.    
Névadó vázáján Oresztész és Élektra jelenik meg Agamemnón sírjánál. A festő ábrázolásmódja szorosan kötődött Püton művészetéhez, akinek hatása főleg korai munkáin ismerhető fel. Püton a paestumi vázafestő központ egyik kiemelkedő tudású, név szerint is azonosított mestere volt. A névadó vázán látható jelenet két másik vázán is ismert, ezeken Élektra piros sávokkal díszített fekete ruhát visel. Az egyik edény nyakára a paestumi amforákon gyakran látható motívumot egy szirént festett.
Jelentős alkotása egy harang-kratér vaddisznóvadászatot ábrázoló képpel. A csaknem hengeres testű edény pereme alá másodlagos díszítőelemként borostyánkoszorút festett. Témája úgy tűnik nem köthető a mitológiai kalüdóni vadkanvadászathoz, bár kompozíciója, a több szinten elhelyezett alakok, a háttérben látható emelkedő tájkép arra utal, hogy előképe egy azt ábrázoló festmény lehetett. Az edény hátoldalára két férfialakot festett Püton késői stílusában, akitől a haj, a drapériák formáját és díszítésmódját kölcsönözte.
A festő több harang-kratért is díszített meglehetősen egységes módon, előoldalukon Dionüszoszt jelenítette meg egy követőjével, a hátoldalukon a paestumi festészetben hagyományossá vált két férfialakot. Ez utóbbiak különösen hasonlítanak egymásra, mivel összesen kétféle sablont használt hozzájuk minimális változtatásokkal. Viszonylag kevés mitológiai tárgyú képet festett, bár három vázáján harcosok láthatók, közülük kettőn helyi ruhába öltözött, áldozatot bemutató nőalak mellett.       
A bostoni Oresztész festőjének munkássága összekötő kapocsként értékelhető Aszteasz (a paestumi vázafestészet másik kiemelkedő mestere) és Püton közös műhelyének késői termékei és a késői paestumi mesterek munkái között. Ez a hatás különösen A nápolyi 1778 és A nápolyi 2585 festőinek képein ismerhető fel.